# Odostomia euglypta
Odostomia euglypta är en snäckart som beskrevs av Jordan 1920. Odostomia euglypta ingår i släktet Odostomia och familjen Pyramidellidae. Inga underarter finns listade i Catalogue of Life.